# Митапиват
Митапиват — лекарственный препарат для лечения гемолитической анемии. Одобрен для применения: США (2022)

## Механизм действия
Активирует пируваткиназу.

## Показания
- Гемолитическая анемия при дефиците пируваткиназы[2].